# 솅비더 암각화

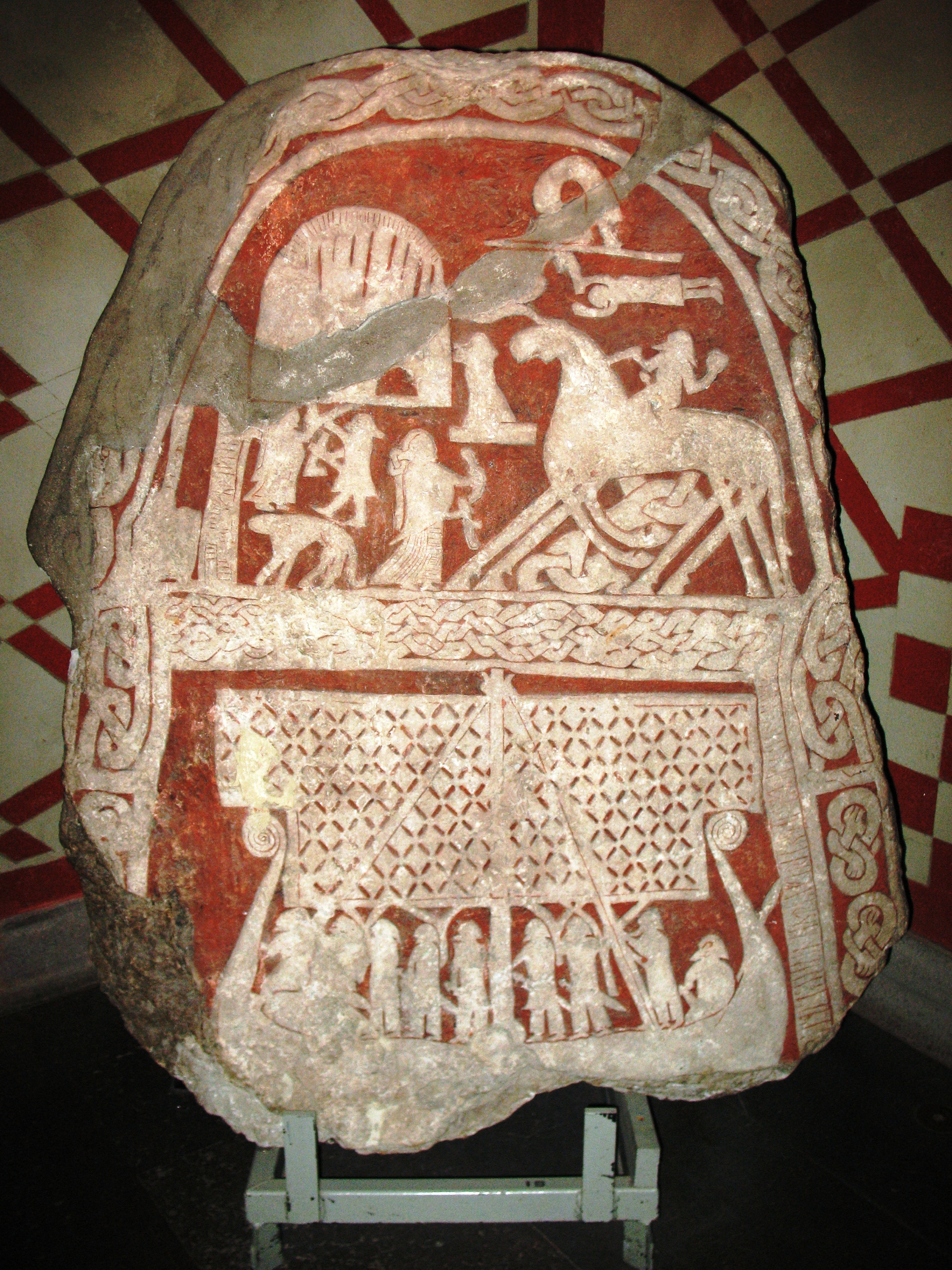

솅비더 암각화(스웨덴어: Tjängvidestenen)는 스웨덴 예탈란드 류가른 서쪽 3 킬로미터 떨어진 솅비더(Tjängvide [ɕɛŋviːdə][*])에서 발견된 바이킹 시대의 암각화이다. 룬데이터에는 예탈란드 룬 명문 110호(Gotland Runic Inscription 110)로 등록되었다.
가로 1.2 미터, 세로 1.7 미터, 두께 0.3 미터의 넓적한 석회암으로, 1844년 발견되어 현재 스톡홀름의 스웨덴 국립유물박물관에 소장 중이다. 어떠한 기독교적 요소도 찾아볼 수 없으며, 순전히 노르드 종교에서 파생된 물건으로 생각된다.